# Toren van Ransdorp

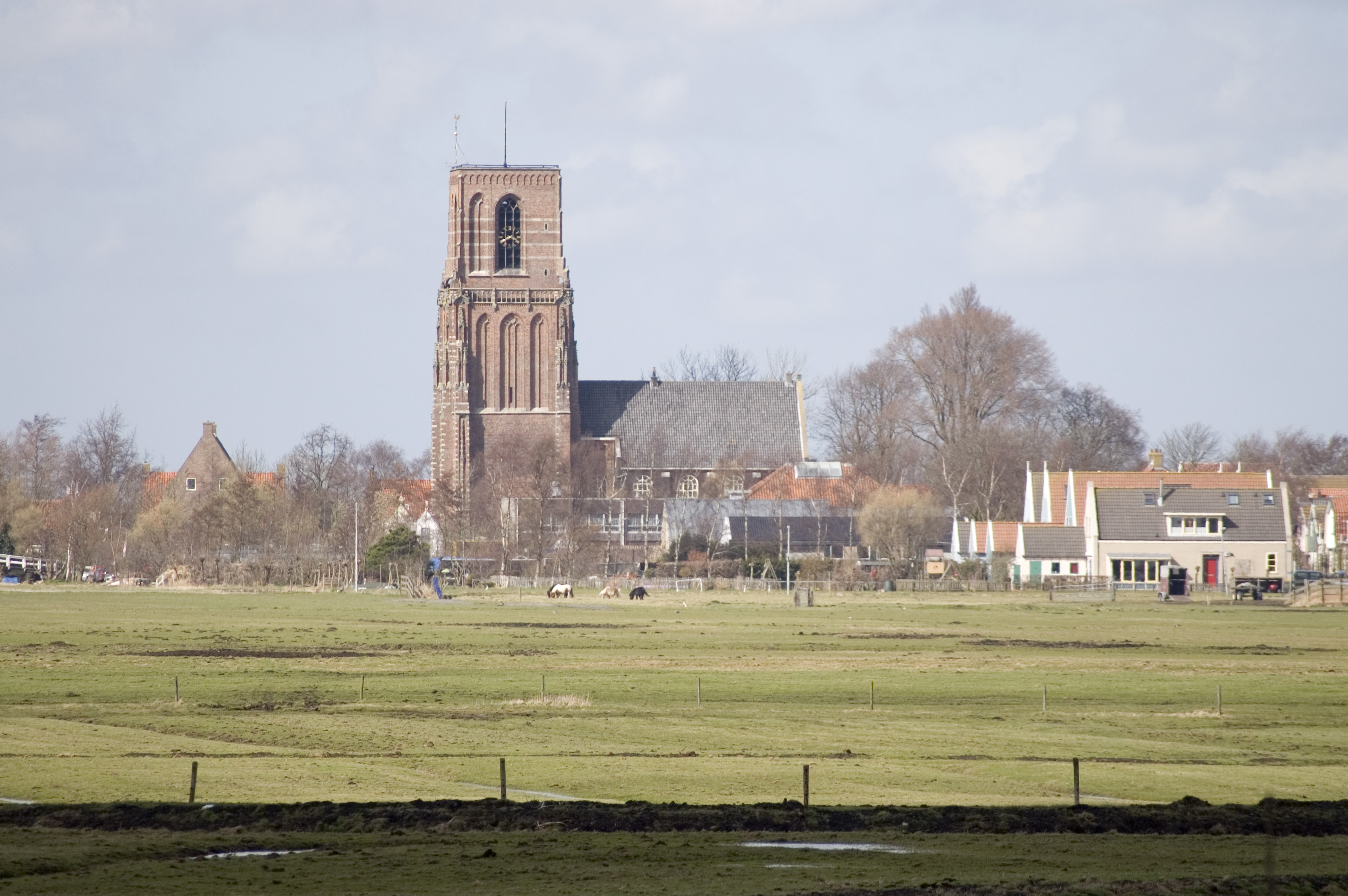
De toren van Ransdorp steekt hoog uit boven het landschap van Waterland

De toren van Ransdorp is een monumentale, onvoltooide, rijk gedetailleerde laatgotische toren uit 1525 in Ransdorp in Amsterdam-Noord. Het is de toren van de Kerk van Ransdorp.
De toren van Ransdorp is 32 meter hoog. Vanaf de platte bovenkant van de toren is er uitzicht over het weidse polderland van Landelijk Noord. Er is een klokkenstoel met een klok van H. Meurs uit 1620. De klok heeft een diameter 129,6 cm en een mechanisch torenuurwerk.

## Geschiedenis
De locatie kent een geschiedenis die teruggaat tot de middeleeuwen. De toren herinnert aan de bloeiende scheepvaart, handel en bedrijvigheid die Ransdorp vooral in de vijftiende eeuw kende.
De toren werd gebouwd tussen 1502 en 1542 in gotische stijl naar een ontwerp van Jan Poyt. In 1542 was het geld op, zodat het niet meer mogelijk was om de torenspits te bouwen. De Kerk van Ransdorp die er tegen aangebouwd is, is van veel jongere datum.
De toren en de kerk werden tussen 1936 en 1938 gerestaureerd. De toren deed tijdens de Tweede Wereldoorlog dienst als uitkijkpost voor de Duitsers. Het kerkgebouw werd in 2006 door Stadsherstel Amsterdam gerestaureerd.

## Afbeeldingen

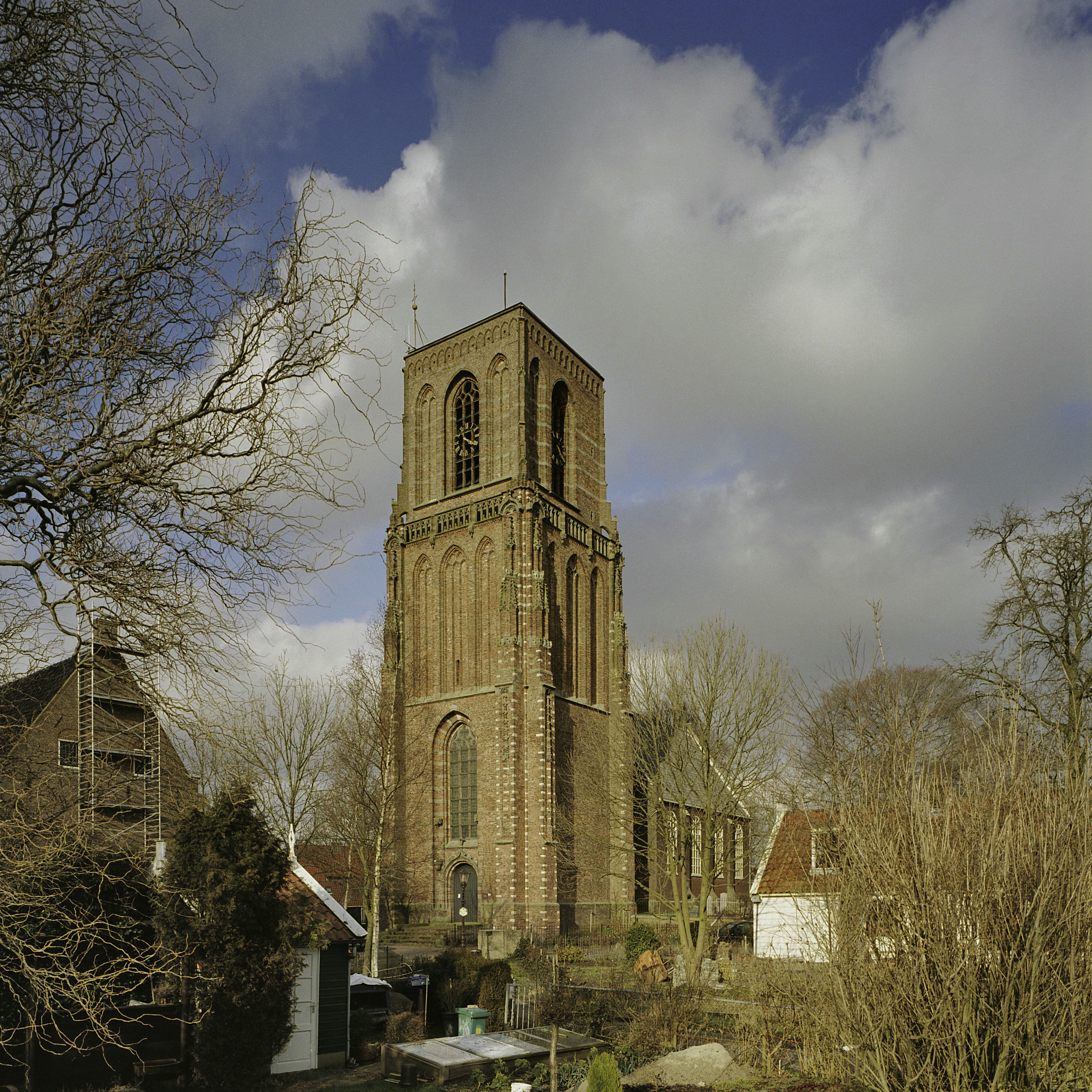
De toren van Ransdorp
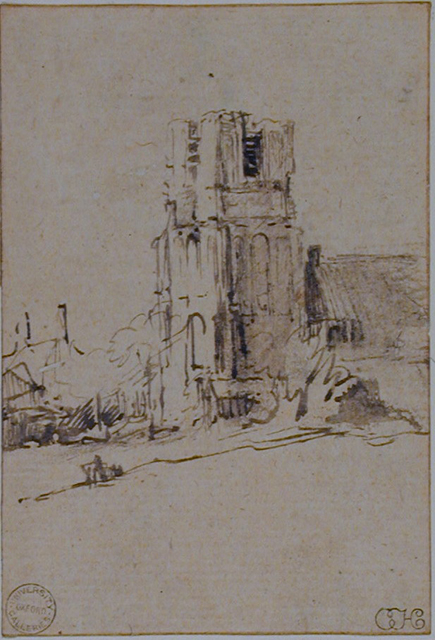
Tekening van Rembrandt
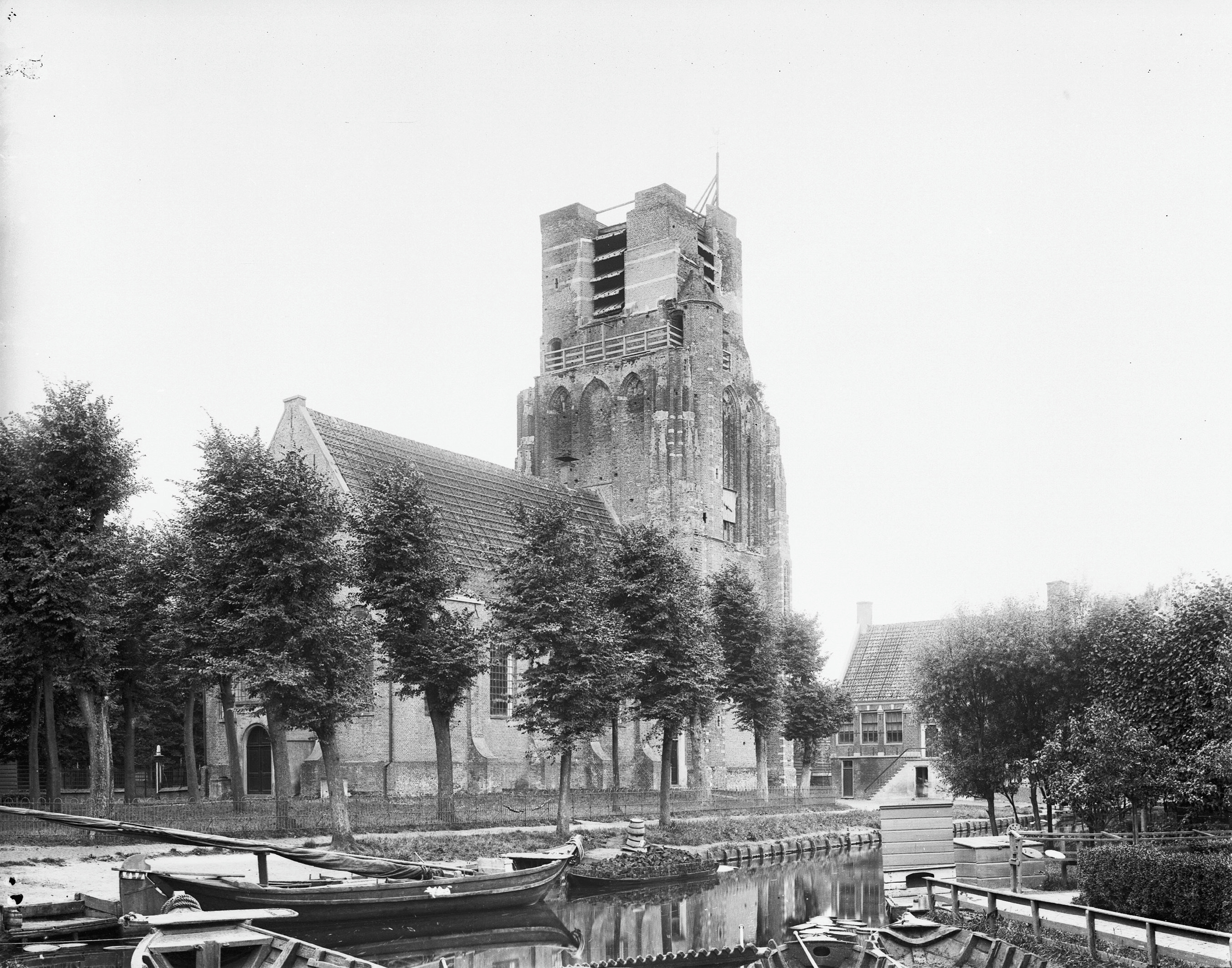
De toren van Ransdorp in verwaarloosde staat voor de restauratie van 1936
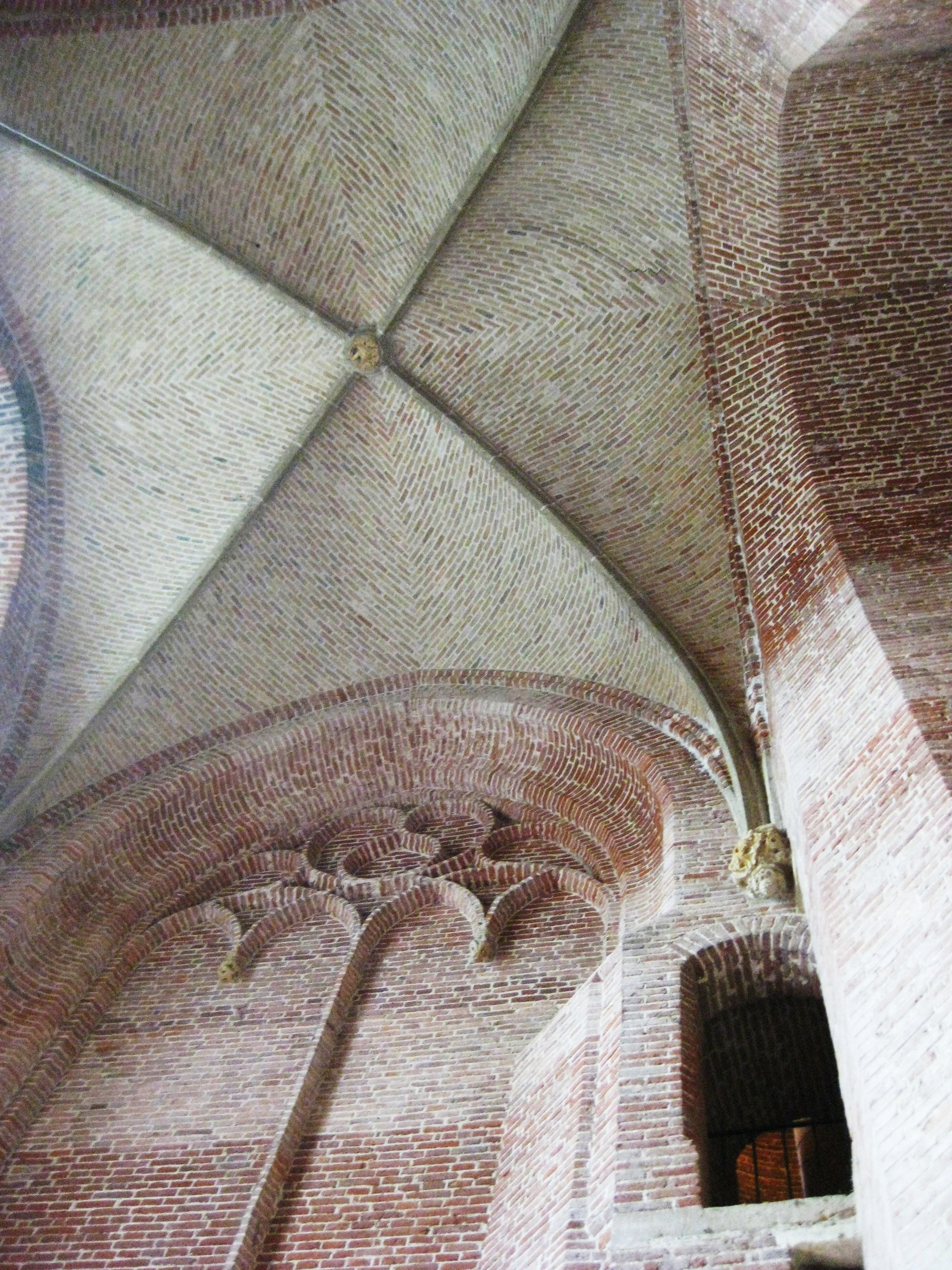
Interieur met kruisgewelf
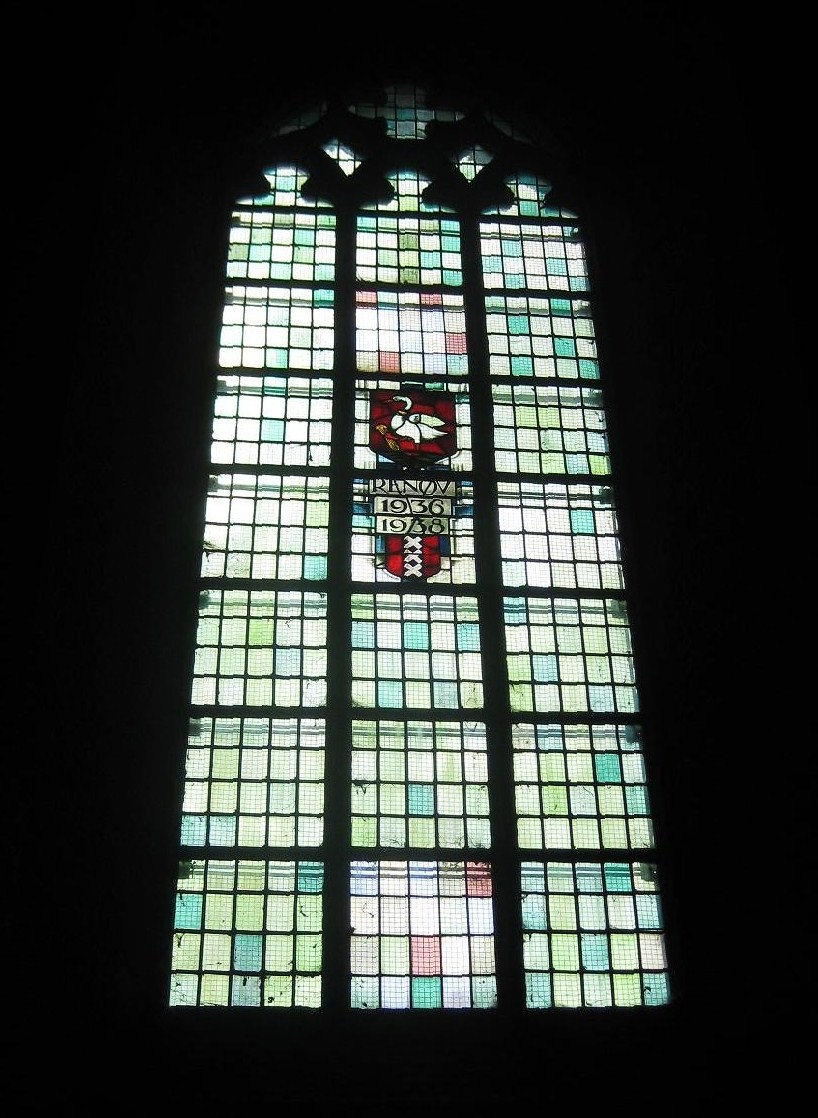
Glas-in-loodraam met de wapens van Ransdorp en Amsterdam